# Istituto De Felice
L'Istituto De Felice è un palazzo storico di Catania, situato in piazza Roma. Venne costruito nel 1926/29 in un linguaggio formalmente classico dall'architetto Francesco Fichera. Il palazzo è la sede principale dell'Istituto tecnico commerciale, fondato nel 1919 per volontà di Giuseppe De Felice Giuffrida.